# Dzwonkówka metaliczna
Dzwonkówka metaliczna (Entoloma plebejum (Kalchbr.) Noordel.) – gatunek grzybów z rodziny dzwonkówkowatych (Entolomataceae).

## Systematyka i nazewnictwo
Pozycja w klasyfikacji według Index Fungorum: Entoloma, Entolomataceae, Agaricales, Agaricomycetidae, Agaricomycetes, Agaricomycotina, Basidiomycota, Fungi.
Po raz pierwszy opisał go w 1874 r. Károly Kalchbrenner, nadając mu nazwę Agaricus plebejus. W 1985 r. Machiel Evert Noordeloos przeniósł go do rodzaju Entoloma. Ma kilkanaście synonimów. Niektóre z nich:
- Inocephalus plebejus (Kalchbr.) P.D. Orton 1991
- Nolanea erophila (Fr.) Velen. 1921

Polską nazwę zarekomendował Władysław Wojewoda w 2003 r.

## Morfologia
Kapelusz
O średnicy 11–40 mm, początkowo stożkowato-dzwonkowaty do stożkowato-półkulistego, następnie rozszerzający się do wypukłego, w końcu płaski ze mniej lub bardziej wyraźnym, stozkowatym garbkiem, czasami w niewielkim centralnym zagłębieniem. Brzeg prosty, czasami wygięty, czasami u starszych okazów z pofalowaną strefą brzeżną i często promieniście pękający od brzegu do połowy promienia. Jest niehigrofaniczny z nie prześwitującymi blaszkami, szarobrązowy, mniej lub bardziej jednolicie ubarwiony lub z ciemniejszym do prawie czarnego środkiem i jaśniejszym brzegiem. Powierzchnia ku brzegowi u młodych okazów całkowicie włókienkowato-aksamitna, potem promieniowo włókienkowata do prawie żebrowanej z łykowatymi plamami, w środku często aksamitna, błyszcząc.
Blaszki
Od 25 do 40, l = 1–3, średnio gęste, prawie wolne do wąsko przyrośniętych, o szerokości do 12 mm, początkowo trójkątne, następnie brzuchate, często poprzecznie żyłkowane, początkowo szare, następnie w tym samym kolorze lub lekko jaśniejsze.
Trzon
Wysokość 25–78 mm, grubość 2–6 mm, prosty lub nieco wygięty, cylindryczny lub rozszerzony ku podstawie (do 8 mm), początkowo pełny, potem pusty. Powierzchnia jasnoszara do szarobrązowej lub prawie biała, ogólnie znacznie jaśniejsza niż kapelusz, błyszcząca, często szklista, u młodych okazów całkowicie włóknista, u starszych włóknisto-prążkowana z podłużnymi, przyrośniętymi włókienkami, na szczycie często biało oprószona
Miąższ
Włóknisty i kruchy, w korze kapelusza i powyżej przyczepu blaszek ciemno szarobrązowy, w trzonie blady. Zapach słaby, ale po przecięciu wyraźnie zielno-mączny. Smak mączny.
Cechy mikroskopowe
Zarodniki 9–17 × 7–11 µm, Q = 1,1–1,7, w widoku z boku nieregularnie wielokątne, prawie guzkowate. Podstawki 31–65 × 10–16 µm, 4-, rzadko również 2-zarodnikowe, ze sprzążkami. Brzeg blaszki płodny z cheilocystydami, te jeśli są, to są bardzo rzadkie, mają wymiary 35–100 × 5–20 × 2–9 µm, kształt prawie cylindryczny, zwykle zwężający się ku wierzchołkowi. Skórka kapelusza w warstwie środkowej typu trichoderma, w warstwie zewnętrznej przejściowa między trichodermą a cutis, zbudowana z wrzecionowatych strzępek 57–125 × 15–23 µm z wewnątrzkomórkowym, brązowym pigmentem. Sprzążki występują w hymenium, rzadko poza nim.

## Występowanie i siedlisko
Podano stanowiska w niektórych krajach Europy. W Europie Zachodniej jest szeroko rozprzestrzeniony i prawdopodobnie nie jest rzadki. W Polsce jego stanowiska podali W. Wojewoda w 1979 r. i Barbara Gumińska w 1981 r.
Grzyb naziemny, prawdopodobnie mykoryzowy. W Polsce podano jego stanowiska wśród mchów w lasach świerkowych, M.E. Noordeloos podał jego występowanie w lasach liściastych, również w bogatym w próchnicę piasku w nadmorskich wydmach. Owocniki od stycznia do lipca, prawdopodobnie głównie wiosną.